# Phelotrupes auratus auratus
Phelotrupes auratus auratus es una subespecie de coleóptero de la familia Geotrupidae.

## Distribución geográfica
Habita en Japón.